# セルヴェットFC
アソシエーション・ドゥ・セルヴェット・フットボール・クラブ (Association du Servette Football Club) は、スイス西部、ジュネーヴ州の州都ジュネーヴを本拠地とするサッカークラブチームである。

## 略歴
1890年3月20日に創立されたフランス語圏スイスの最も有名なクラブの一つであり、17度のリーグチャンピオンシップと7度のスイスカップを獲得した。また、スイスリーグが創設されて以来2006年に破産し下部リーグへ降格するまで、1部リーグに留まり続けた唯一のクラブであった。
1970年代後半にクラブは黄金期を迎えた。1978-79シーズンにはストライカーのウンベルト・バルベリスを擁してスイス国内4大タイトルを無敗で制し、UEFAカップウィナーズカップにおいても準々決勝に進出したが、ドイツのフォルトゥナ・デュッセルドルフの前に敗れた。
1990年代に入りクラブは深刻な財政危機に直面したが、1996年12月にフランスの放送局カナル・プリュス (Canal Plus) によって買収され一時的に状況は回復した。
しかしマルク・ロジェール会長の長期間に及ぶ失策により再び多額の負債を抱える様になった。その様な状態にも関わらずクリスティアン・カランブーらの有名選手を獲得した事で財政状況は益々悪化。遂に2004年9月には選手に対する給料未払いの問題が発生し、2005年2月4日クラブは1000万スイスフランの負債を抱え破産、返済の為に多くの有力選手を売却した。また制裁措置により3部リーグへ降格となった。
若返ったクラブは2005-06シーズンにチャレンジリーグ (2部相当) に昇格し、2006-07シーズンは7位の成績となっている。
2010-11シーズンは、チャレンジリーグを2位で終え、続くプレーオフ (入れ替え戦) で勝利を収め、スーパーリーグへの復帰を果たした。
2012-13シーズンはリーグ最下位に終わり、チャレンジリーグへの降格が決定した。

## スタジアム

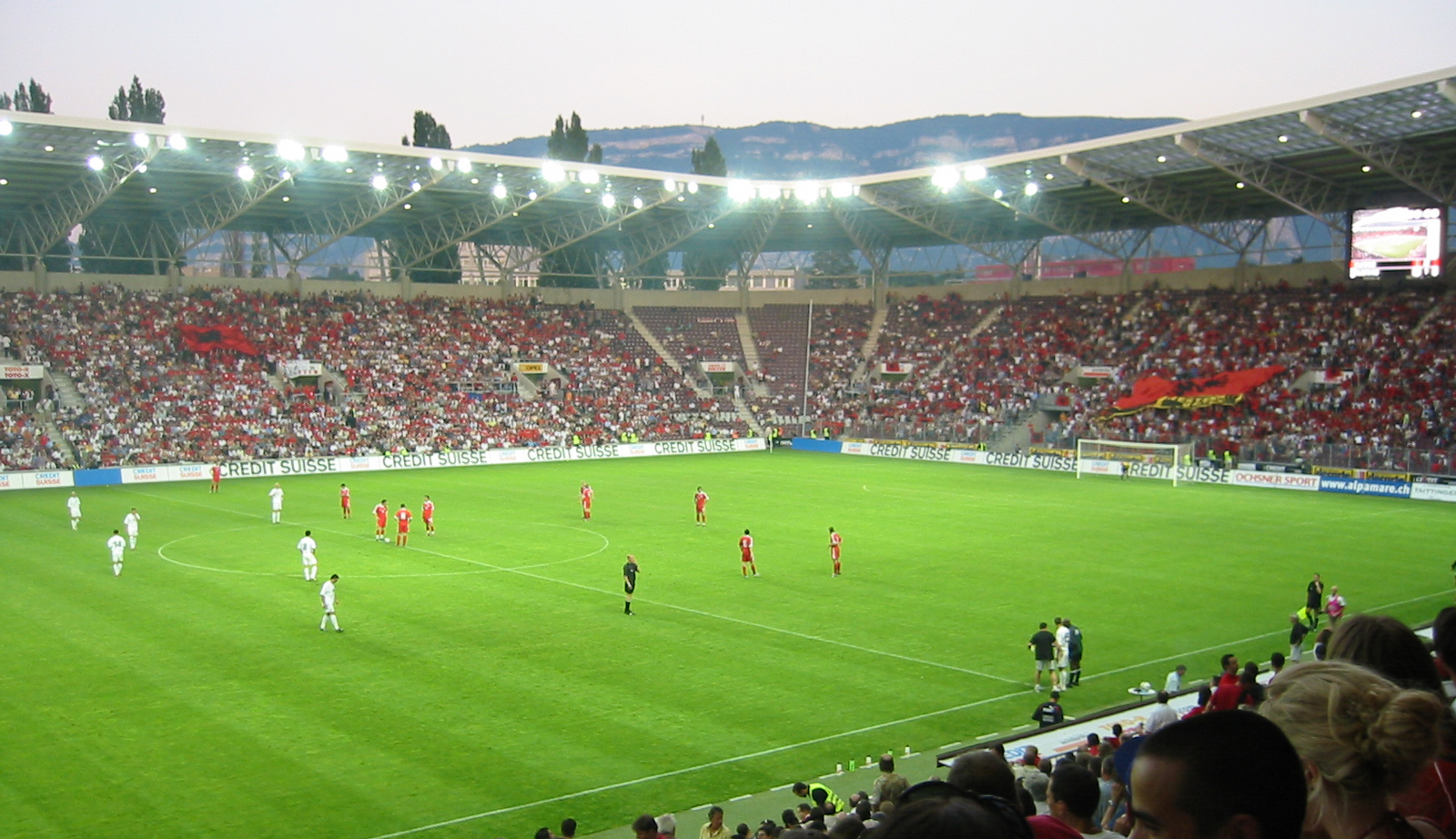
スタッド・ドゥ・ジュネーヴ

現在のホームスタジアムはスタッド・ドゥ・ジュネーヴ。3年の建設期間をかけて、2003年3月16日に完成。初試合は、セルヴェット対BSCヤングボーイズの組み合わせだった。同スタジアムは、スイス国内で3番目に大きなスタジアムで、全席フルシートの30,084人の収容能力を誇る。また2008年に開催されるユーロ2008では、グループAの3試合がおこなわれた。
スタッド・ドゥ・ジュネーヴの完成以前はスタッド・ドゥ・シャルミル（Stade des Charmilles）を使用していた。初試合は1930年6月28日、14,000人の観客を集めて行われた。公式な収容人数は30,000人とされているが、1951年10月14日にスイスとフランスの間で行われた試合では40,000人の観客を収容したと云う記録が残されている。その後、警備や安全上の問題から立見席を廃止して座席へと交換する改修工事が行われ、1985年には収容人数は20,000人に減少。1998年に最後の改修が行われ、全席フルシートとなった時点では9,250人にまで減少した。
老朽化した同スタジアムに対し新スタジアムの建設計画が持ち上がり、プロジェクト委員会が1992年に設立された。既存のスタジアムを4年以内に改築する案と、ジュネーブの他の土地に新スタジアムを建設する2つの案が出され、1995年に改築案は安全上の問題から不可能であると判断され、新スタジアム建設が決定した。2000年に建設が始まり、完成するまでの3年間にクラブは一つのスイスリーグとカップトロフィーを獲得した。そして最後の試合は、満員の群衆の前で2002年12月8日に行われ長い歴史の幕を閉じた。

## タイトル

### 国内タイトル
- スーパーリーグ: 17回
  - 1906-07, 1917-18, 1921-22, 1924-25, 1925-26, 1929-30, 1932-33, 1933-34, 1939-40, 1945-46, 1949-50, 1960-61, 1961-62, 1978-79, 1984-85, 1993-94, 1998-99

- スイス・カップ: 8回
  - 1927-28, 1948-49, 1970-71, 1977-78, 1978-79, 1983-84, 2000-01, 2023-24

- スイス・リーグカップ: 3回
  - 1977, 1979, 1980

### 国際タイトル
- コッパ・デッレアルピ: 4回
  - 1973, 1975, 1976, 1979

- トルネオ・インテルナツィオナーレ・スタンパ・スポルティーヴァ: 1回
  - 1908

## 過去の成績
| シーズン | ディビジョン         | ディビジョン | ディビジョン | ディビジョン | ディビジョン | ディビジョン | ディビジョン | ディビジョン | ディビジョン | スイス・カップ |
| シーズン | リーグ               | 試           | 勝           | 分           | 敗           | 得           | 失           | 点           | 順位         | スイス・カップ |
| -------- | -------------------- | ------------ | ------------ | ------------ | ------------ | ------------ | ------------ | ------------ | ------------ | -------------- |
| 2006-07  | チャレンジリーグ     | 34           | 15           | 8            | 11           | 63           | 51           | 53           | 7位          |                |
| 2007-08  | チャレンジリーグ     | 34           | 12           | 10           | 12           | 55           | 46           | 46           | 8位          | ベスト32       |
| 2008-09  | チャレンジリーグ     | 30           | 7            | 10           | 13           | 31           | 46           | 31           | 13位         | 2回戦敗退      |
| 2009-10  | チャレンジリーグ     | 30           | 14           | 10           | 6            | 49           | 37           | 52           | 4位          | 3回戦敗退      |
| 2010-11  | チャレンジリーグ     | 30           | 19           | 5            | 6            | 75           | 27           | 62           | 2位          | 3回戦敗退      |
| 2011-12  | スーパーリーグ       | 34           | 14           | 6            | 14           | 45           | 53           | 48           | 4位          | 3回戦敗退      |
| 2012-13  | スーパーリーグ       | 36           | 6            | 8            | 22           | 32           | 62           | 26           | 10位         | 1回戦敗退      |
| 2013-14  | チャレンジリーグ     | 36           | 18           | 7            | 11           | 49           | 48           | 61           | 5位          | 2回戦敗退      |
| 2014-15  | チャレンジリーグ     | 36           | 20           | 7            | 9            | 51           | 40           | 67           | 2位          | 2回戦敗退      |
| 2015-16  | プロモーションリーグ | 30           | 20           | 6            | 4            | 61           | 26           | 66           | 1位          | 1回戦敗退      |
| 2016-17  | チャレンジリーグ     | 36           | 18           | 8            | 10           | 55           | 43           | 62           | 3位          | 1回戦敗退      |
| 2017-18  | チャレンジリーグ     | 36           | 17           | 11           | 8            | 56           | 38           | 62           | 3位          | 2回戦敗退      |
| 2018-19  | チャレンジリーグ     | 36           | 24           | 7            | 5            | 90           | 37           | 79           | 1位          | 2回戦敗退      |
| 2019-20  | スーパーリーグ       | 36           | 12           | 13           | 11           | 57           | 48           | 49           | 4位          | 2回戦敗退      |
| 2020-21  | スーパーリーグ       | 36           | 14           | 8            | 14           | 45           | 56           | 50           | 3位          | 準決勝敗退     |
| 2021-22  | スーパーリーグ       | 36           | 12           | 8            | 16           | 50           | 66           | 44           | 6位          | 3回戦敗退      |
| 2022-23  | スーパーリーグ       | 36           | 14           | 16           | 6            | 53           | 48           | 58           | 2位          | 準決勝敗退     |
| 2023-24  | スーパーリーグ       | 38           | 18           | 10           | 10           | 59           | 43           | 64           | 3位          | 優勝           |
| 2024-25  | スーパーリーグ       | 38           |              |              |              |              |              |              |              | 2回戦敗退      |

## 欧州の成績
| シーズン | 大会                               | ラウンド     | 対戦相手             | ホーム | アウェー | 合計    |  |
| -------- | ---------------------------------- | ------------ | -------------------- | ------ | -------- | ------- |  |
| 2001-02  | UEFAカップ                         | 1回戦        | スラヴィア・プラハ   | 1-0    | 1-1      | 2-1     |  |
| 2001-02  | UEFAカップ                         | 2回戦        | レアル・サラゴサ     | 1-0    | 0-0      | 1-0     |  |
| 2001-02  | UEFAカップ                         | 3回戦        | ヘルタ・ベルリン     | 0-0    | 3-0      | 3-0     |  |
| 2001-02  | UEFAカップ                         | 4回戦        | バレンシア           | 2-2    | 0-3      | 2-5     |  |
| 2002-03  | UEFAカップ                         | 予選ラウンド | アララト・エレバン   | 3-0    | 2-0      | 5-0     |  |
| 2002-03  | UEFAカップ                         | 1回戦        | アミカ・ウロンキ     | 2-3    | 2-1      | 4-4 (a) |  |
| 2004-05  | UEFAカップ                         | 予選2回戦    | ウーイペシュト       | 0-2    | 1-3      | 1-5     |  |
| 2012-13  | UEFAヨーロッパリーグ               | 予選2回戦    | ガンザサール・カパン | 2-0    | 3-1      | 5-1     |  |
| 2012-13  | UEFAヨーロッパリーグ               | 予選3回戦    | ローゼンボリ         | 1-1    | 0-0      | 1-1 (a) |  |
| 2020-21  | UEFAヨーロッパリーグ               | 予選1回戦    | ルジョムベロク       | 3-0    | N/A      | N/A     |  |
| 2020-21  | UEFAヨーロッパリーグ               | 予選2回戦    | ランス               | 0-1    | N/A      | N/A     |  |
| 2021-22  | UEFAヨーロッパカンファレンスリーグ | 予選1回戦    | モルデ               | 2-0    | 0-3      | 2-3     |  |

## 現所属メンバー
2023年7月21日現在
注：選手の国籍表記はFIFAの定めた代表資格ルールに基づく。
| No. | Pos. |                          | 選手名                         |
| --- | ---- | ------------------------ | ------------------------------ |
| 1   | GK   | キプロス                 | ジョエル・マル                 |
| 2   | DF   | フランス                 | ムサ・ディアッロ               |
| 3   | DF   | 日本                     | 常本佳吾                       |
| 4   | DF   | スイス                   | スティーヴ・ルワーレ           |
| 5   | MF   | カメルーン               | ガエル・オンドゥア             |
| 6   | DF   | グアドループ             | アントニー・バロン             |
| 7   | MF   | ドイツ                   | パトリック・プフリュッケ       |
| 8   | MF   | フランス                 | ティモシー・コナ               |
| 9   | FW   | ボスニア・ヘルツェゴビナ | ミロスラフ・ステヴァノヴィッチ |
| 10  | MF   | スイス                   | アレクシス・アントゥネス       |
| 11  | FW   | フランス                 | ブバカル・フォファナ           |
| 12  | DF   | スイス                   | デレック・カロガ               |
| 17  | MF   | スイス                   | デレック・クテサ               |
| 18  | DF   | コンゴ共和国             | ブラッドリー・マジク           |
| 19  | DF   | フランス                 | ヨアン・セヴェラン             |

| No. | Pos. |                  | 選手名               |
| --- | ---- | ---------------- | -------------------- |
| 20  | DF   | スイス           | テオ・マグニン       |
| 21  | FW   | スイス           | ジェレミー・ギルムノ |
| 22  | GK   | デンマーク       | トーマス・リング     |
| 23  | FW   | フランス         | ロニー・ロドゥラン   |
| 26  | DF   | スイス           | ノア・アンショズ     |
| 27  | FW   | フランス         | エンゾ・クリヴェリ   |
| 28  | DF   | フランス         | ダヴィド・ドゥリン   |
| 29  | FW   | コートジボワール | クリス・べディア     |
| 30  | MF   | セネガル         | サンバ・レレ・ディバ |
| 31  | FW   | コートジボワール | ティエモコ・ワッタラ |
| 32  | GK   | スイス           | ジェレミー・フリック |
| 33  | DF   | スイス           | ニコラ・ヴヨズ       |
| 44  | GK   | コソボ           | レオ・ベッソン       |
| 45  | MF   | アルジェリア     | フサイン・トゥアティ |
| 46  | FW   | フランス         | イェス・チャイビ     |

## 歴代監督
- カール・ラパン 1931-1935, 1948-1953, 1954-1957
- ベーラ・グットマン 1966-1967
- ルート・クロル 1990-1992
- イリヤ・ペトコビッチ 1993-1995
- ウンベルト・バルベリス 1995-1996
- ヴヤディン・ボシュコヴ 1996-1997
- ボスコ・ジュロヴスキー 1999
- リュシアン・ファーヴル 2000-2002
- ロベルト・モリニーニ 2002-2003
- ジャン＝ミシェル・アビィ 2005-2008, 2013-14
- ミシェル・ソーティエ 2008
- ジェラール・キャステッラ 2008-2009
- ウィリアム・ニーダーハウザー 2009
- ジョアン・アウヴェス 2009-2011, 2012
- ジョアン・カルロス・ペレイラ 2011-2012
- セバスチャン・フルニエ 2012-2013
- マリオ・カンタルッピ 2014
- ケビン・クーパー 2014-2015
- ティエリー・コッティング 2015-2016
- アンソニー・ブレイザット 2016
- メホ・コドロ 2016-2018
- アラン・ガイガー 2018-

## 歴代所属選手

### DF
- トミスラヴ・ツルンコヴィッチ 1962-1964
- アラン・ガイガー 1981-1986
- フィリップ・センデロス 1992-2003
- パトリック・ミュラー 1994-1998
- レネ・ヴァイラー 1994-1996
- レト・ツィークラー 1995-1997, 1998-2000
- イウトン 2002-2004
- ジャメル・メスバフ 2001-2004
- ジャン・ボーセジュール 2004
- フランソワ・ムバンジェ 2009-2013
- ペドロ・メンデス 2010-2011
- ロデリック・ミランダ 2011-2012
- ケヴィン・ムバブ 2012-2013
- リアシヌ・カダムロ 2016-2017
- ナタン 2017-2018
- パオロ・デ・チェリエ 2018
- 常本佳吾 2023-2025

### MF
- カール・ラパン 1931-1935
- リュシアン・ファーヴル 1981-1983, 1984-1991
- ベルナール・ジャンジニ 1986
- ボスコ・ジュロヴスキー 1989-1995
- イーゴリ・ドブロヴォリスキー 1991-1992
- フランク・デュリックス 1997-2000
- マルティン・ペトロフ 1998-2001
- トマス・ラジャナウスカス 1998-1999
- ウィルソン・オルマ 2000-2002
- ファブリス・アブリエル 2001
- クライトン 2001
- マルセロ 2002
- ダビデ・カッラ 2004
- クリスティアン・カランブー 2004-2005
- ホルヘ・バルディビア 2004
- デニス・ザカリア 2004-2015
- シャビエル・マルガイラス 2014
- ヨハン・フォンランテン 2014-2016

### FW
- マーティン・チバース 1976-1968
- カール＝ハインツ・ルンメニゲ 1987-1989
- アンデルソン 1992-1994
- オリバー・ノイビル 1992-1996
- ジュリアン・エステバン 1997-2004, 2006, 2010-2013
- エルミン・シリャク 1998-2001
- アレクサンダー・フライ 2001-2003
- ホベルチ 2001-2002
- ガウボン 2003
- ヴィオレル・モルドヴァン 2004-2005
- アレクサンドル・アルフォンス 2016-2019